# 長崎電氣軌道
長崎電氣軌道股份有限公司，簡稱長崎電氣軌道、長崎電鐵或長崎電軌，是一家以經營日本長崎市內路面電車為主要事業的公司。
由於長崎市區位於狹長的山谷地形內，乘客較為集中，適合公共運輸的發展，配合大量自其他城市電車業者收購二手電車的策略，同時自1964年起就開始利用電車內外空間經營廣告事業，讓公司在經營上可以保持固定獲利。

## 路面電車路線系統及軌道
搭乘長崎電氣軌道路面電車是以次計費，不論搭乘距離每次收費皆為120日圓，但隨著日本消費稅稅率的調整，票價將於2019年4月1日調整為130日圓。
智慧卡部分，過去只能使用長崎縣內交通業者共同發行的長崎智慧卡。在2020年後已經可以接受交通系IC的共通使用。
觀光客則可購買600日圓一天內無使用次數限制的一日乘車券，但紙本一日乘車券須在長崎市的觀光案內所或是各旅館內購買，無法直接於電車上購買；此外，長崎電氣軌道也利用智慧型手機的行動應用程式發行一日乘車券和24小時乘車券，觀光客可直接透過手機購買最多十人份的一日乘車券或24小時乘車券，並依據手機的畫面直接上下車。

### 路線系統

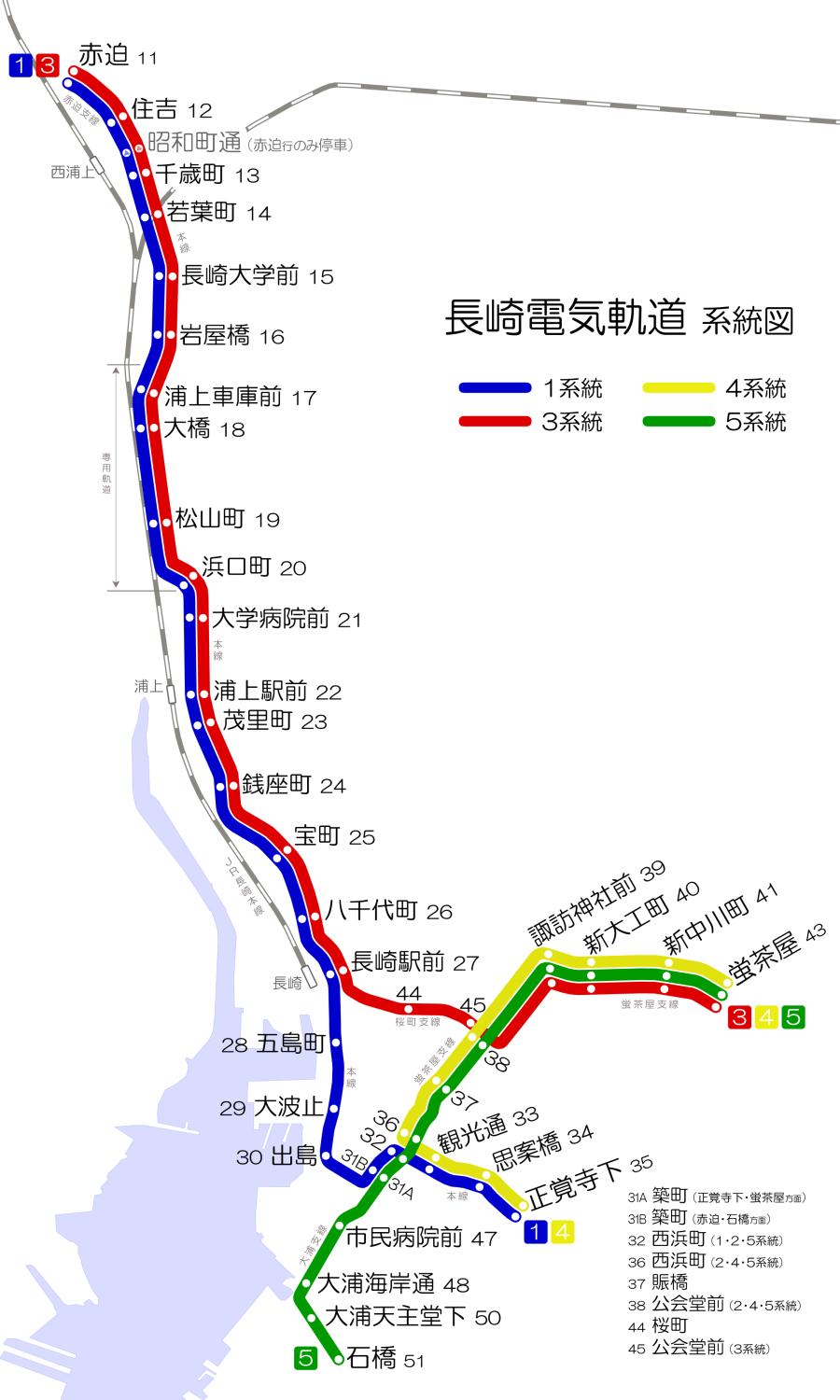
長崎電氣軌道的路線系統（車站名稱為2018年8月更名前的名稱）

目前長崎電氣軌道將路面電車規劃為五條路線系統：
■ 1號系統（藍線）
行駛路線：赤迫 - (赤迫支線) - 住吉 - (本線) - 崇福寺
□ 2號系統
行駛路線：赤迫 - (赤迫支線) - 住吉 - (本線) - 西濱町 - (螢茶屋支線) - 螢茶屋
■ 3號系統（紅線）
行駛路線：赤迫 - (赤迫支線) - 住吉 - (本線) - 長崎站前 - (櫻町支線) - 市役所 - (螢茶屋支線) - 螢茶屋
■ 4號系統（黃線）
行駛路線：螢茶屋 - (螢茶屋支線) - 濱町拱廊 - 觀光通 - (本線) - 崇福寺
■ 5號系統（綠線）
行駛路線：螢茶屋 - (螢茶屋支線) - 西濱町 - (本線) - 新地中華街 - (大浦支線) - 石橋
其中的2號系統並非一般營運的路線，僅在每天的末班車時間往返各一班次，因此在一般對乘客公布的路線系統中並不會有2號系統。但如果遇到在櫻町支線（長崎車站前 - 櫻町 - 市役所）的路段發生狀況無法使用時，就會以2號系統取代3號系統來運行。
過去還曾經開設赤迫 - 住吉 - 浦上車庫 - 長崎車站前 - 新地中華街 - 石橋的7號系統，不過已經在1999年8月31日停止運行，因此目前要從赤迫前往石橋就必須在新地中華街停留場換車。

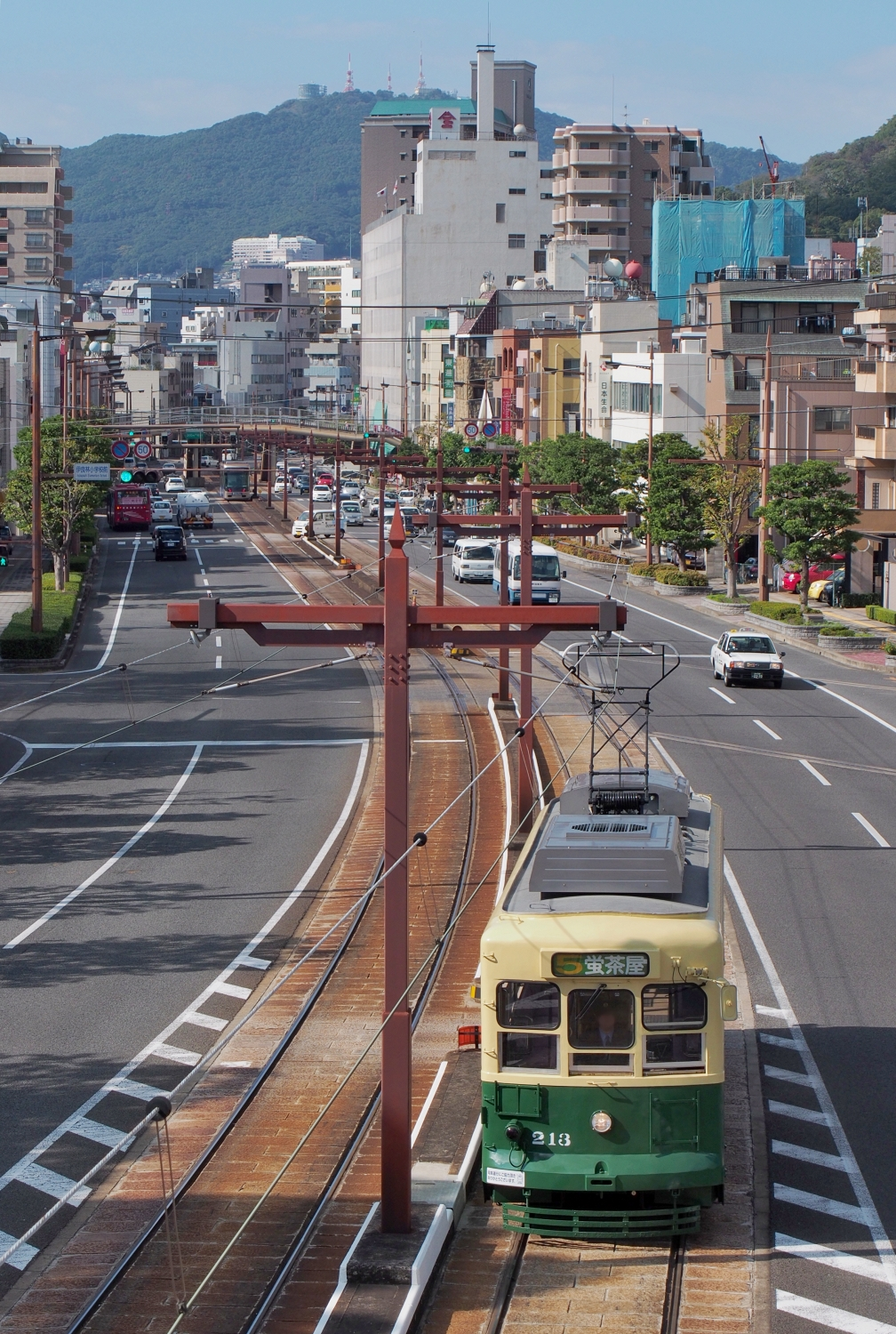
行駛於新中川町停留場附近的5號系統電車
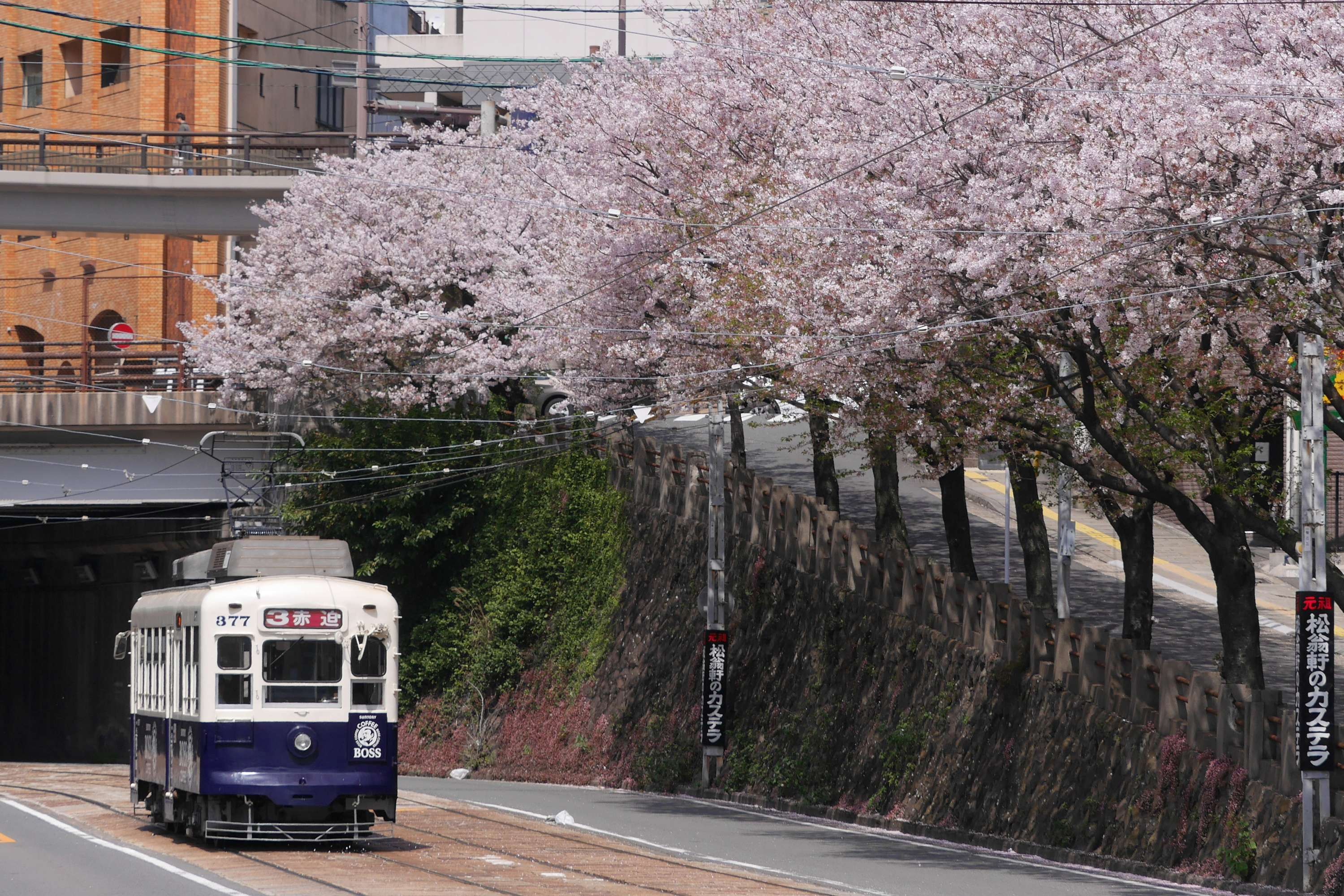
行駛於櫻町停留場附近的3號系統電車
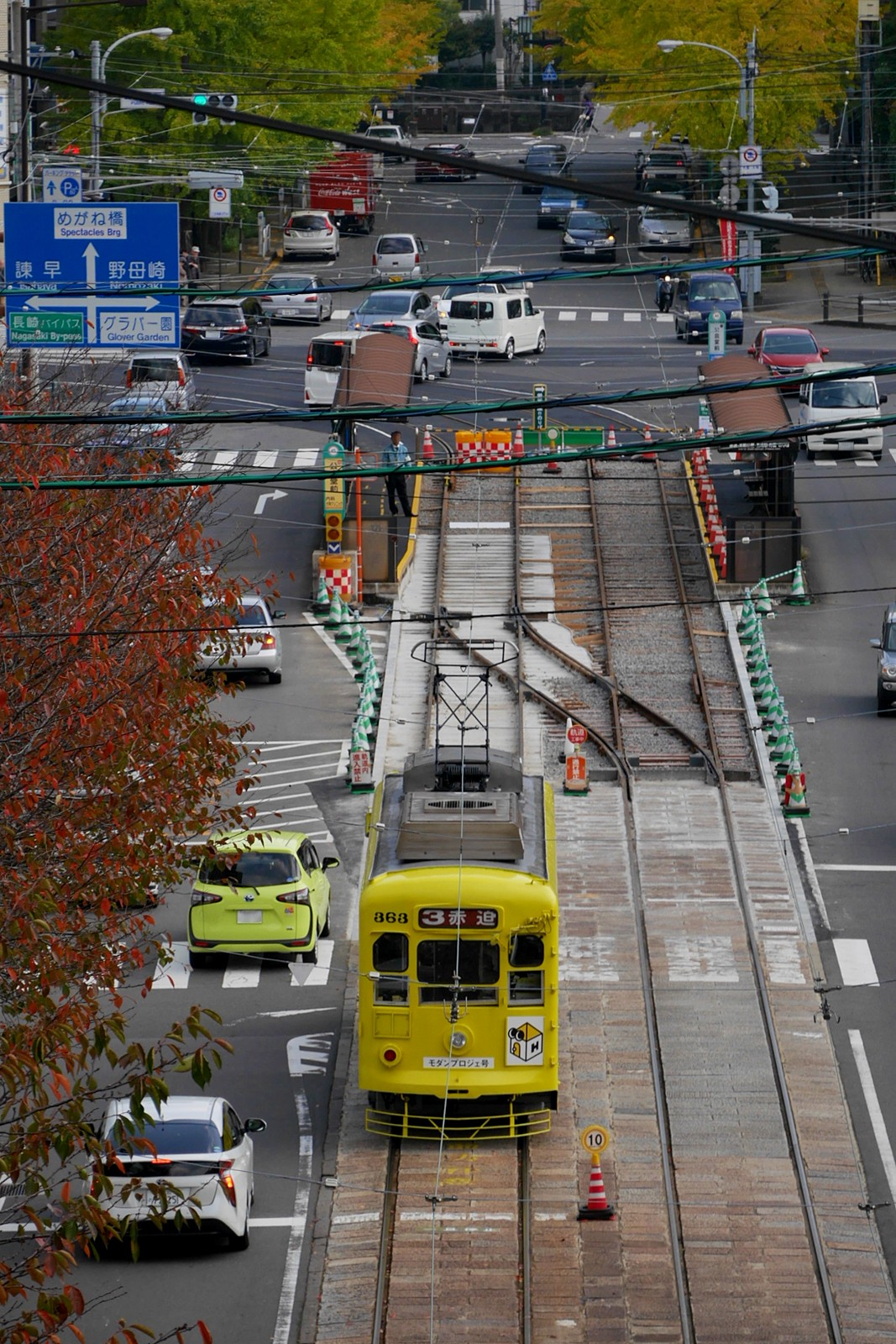
行駛於市役所停留場附近的3號系統電車
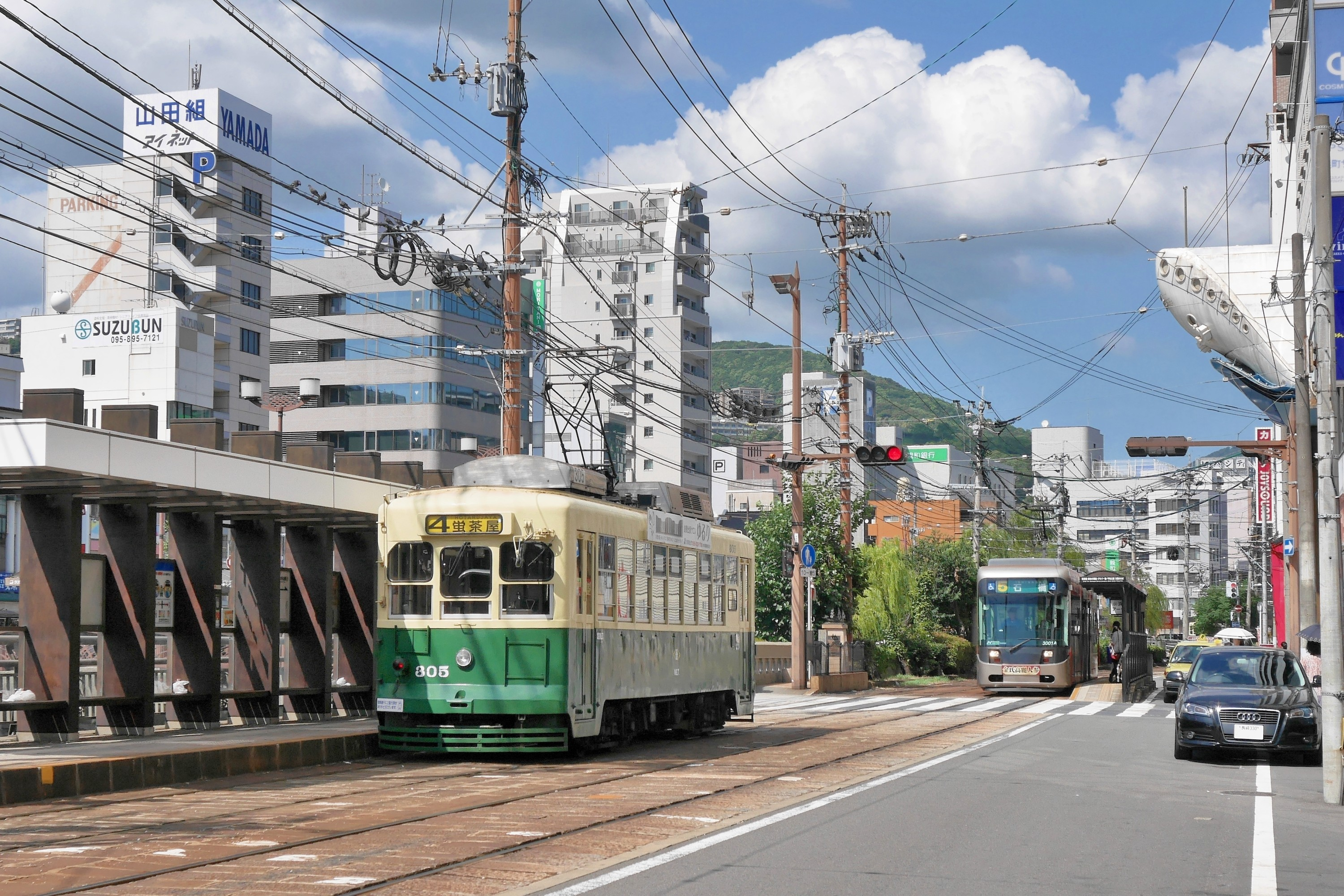
行駛於濱町拱廊停留場附近的4號系統電車
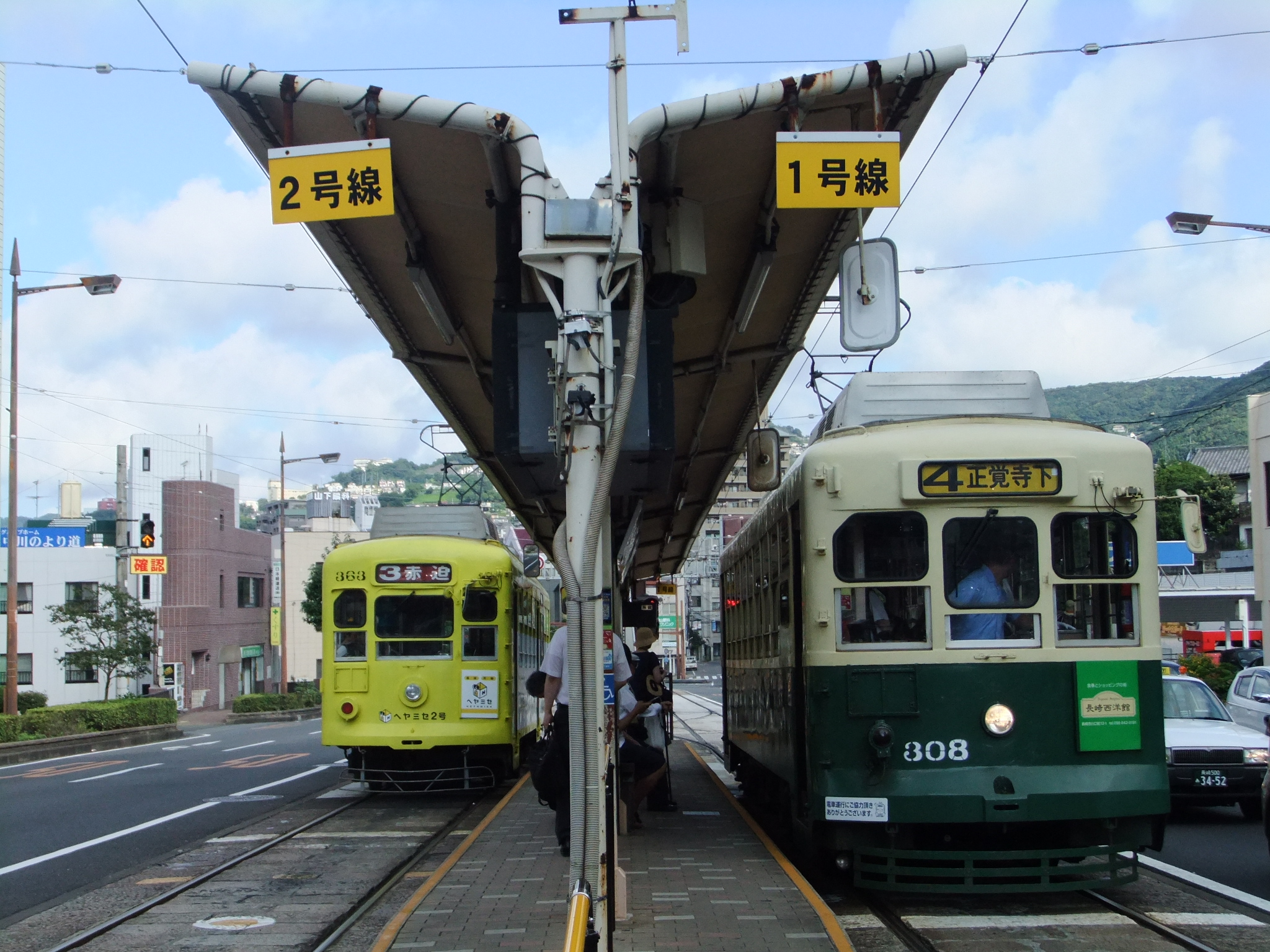
停靠於螢茶屋停留場的3號系統電車和4號系統電車
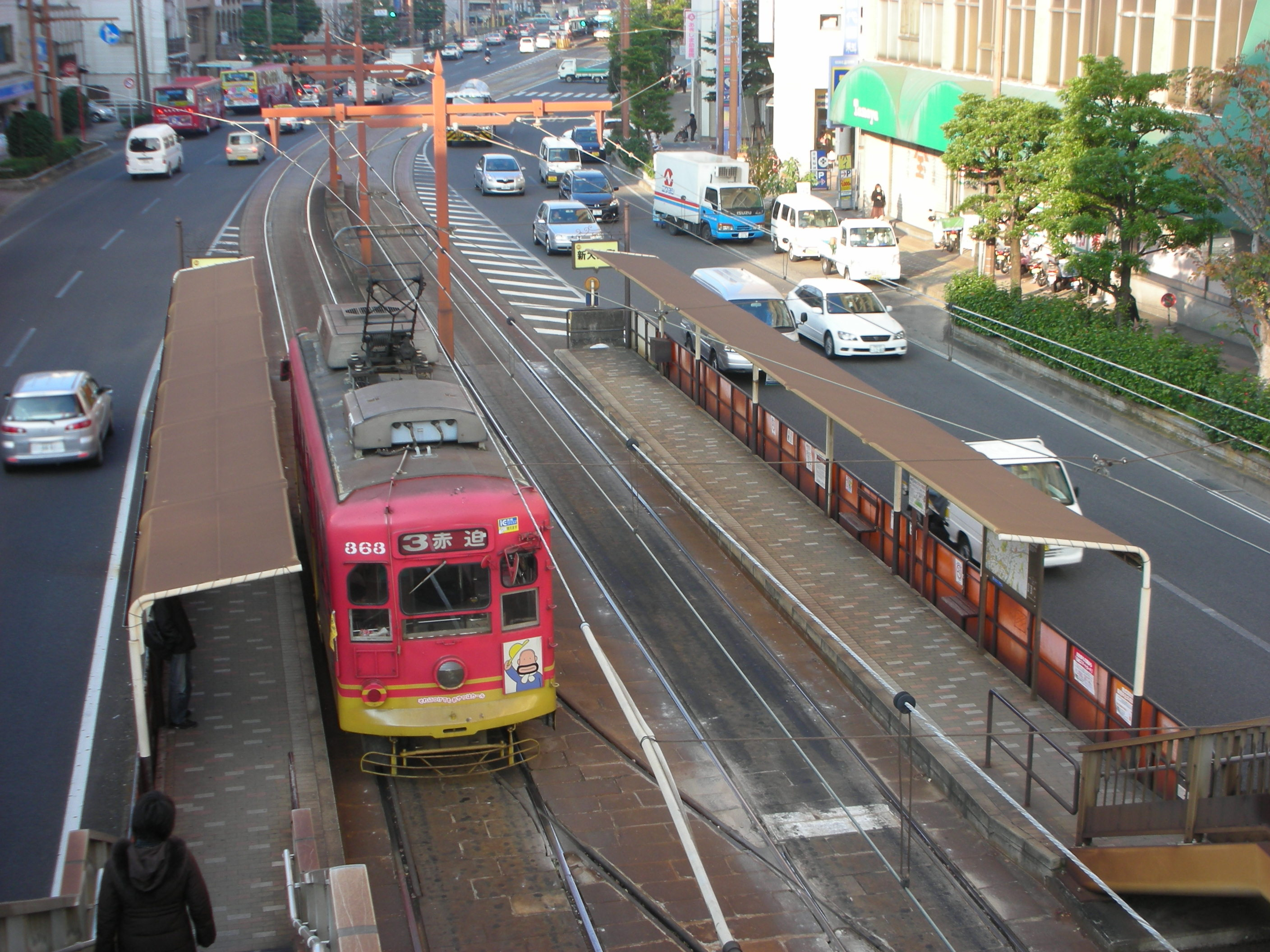
停靠於新大工町停留場的3號系統電車
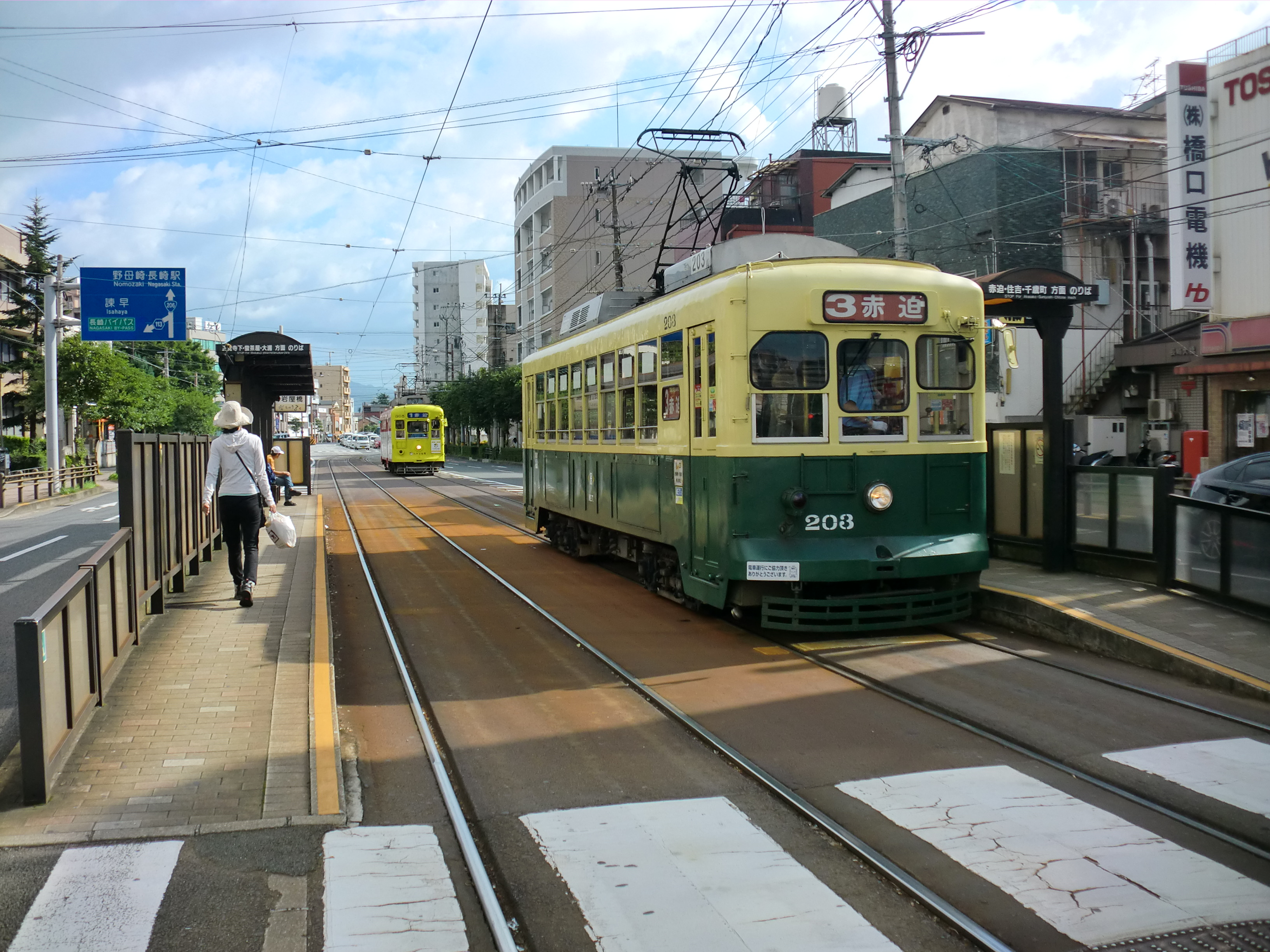
停靠於岩屋橋停留場的3號系統電車

### 軌道路線

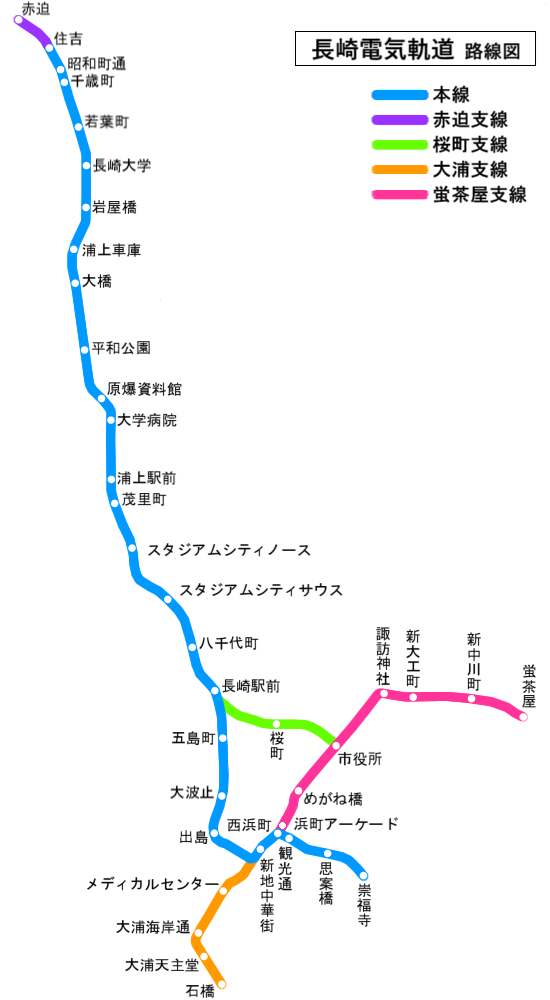
長崎電氣軌道的軌道路線圖（截至2024年10月）

實際上長崎電氣軌道營運的路線系統並非依據實際的電車軌道路線來運行，其擁有的電車軌道路線全長11.5公里，全線轨距採標準鐵軌1435公厘，採600伏特直流電；近年來也持續在討論各種延伸路線的方案，包括自赤迫往北進入滑石地區、從市區往西跨越浦上川通往稻佐町和飽之浦町，或是自大浦海岸通往南松枝町方向延伸。
目前使用的路線包括以下五條：
本線
住吉停留場至崇福寺停留場之間，全長6.9公里，全線為複線軌道。
使用的系統包括1號系統、2號系統、3號系統，全部都會繼續駛入赤迫支線。
赤迫支線
住吉停留場至赤迫停留場之間，全長0.4公里，全線為複線軌道。
使用的系統包括1號系統、2號系統、3號系統，全部都會繼續駛入本線。
櫻町支線
長崎站前停留場至市役所停留場之間，全長0.9公里，全線為複線軌道。
僅3號系統使用。
螢茶屋支線
西濱町停留場至螢茶屋停留場之間，全長2.2公里，全線為複線軌道。
使用的系統包括2號系統、3號系統、4號系統、5號系統。
大浦支線
新地中華街停留場至石橋停留場之間，全長1.1公里，新地中華街停留場至大浦海岸通停留場之間為複線軌道，大浦海岸通停留場至石橋停留場之間為單線軌道。
僅5號系統使用。

## 歷史
長崎電氣軌道創立於1914年8月2日，最初資本額為50萬日圓；1915年5月獲得工程許可後即開始進行軌道鋪設工程，於同年11月16日開始營運第一條路線，此後一直到1921年仍持續完成新的路線，逐漸完成市區內的路網。除了原本的路面電車，在1923年至1943年期間，也曾經營長崎港內的交通渡輪業務。
在二次大戰的末期，由於戰爭因素人手不足，在1944年曾採用學生及女性擔任電車駕駛；1945年8月9日長崎市遭到原子彈攻擊，使得電車營運中斷了三個月，直到11月25日才恢復行駛。
1953年至1971年前間，也曾設立「電鐵巴士」和「長崎電軌巴士」經營巴士客運業，但由於始終無法維持穩定獲利，最終決定退出。

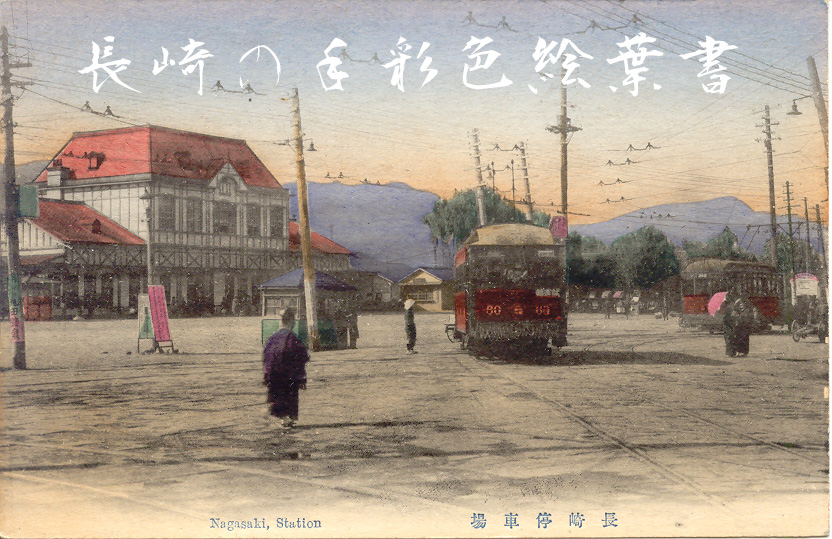
約1910年代長崎車站前停留場的彩色繪葉書
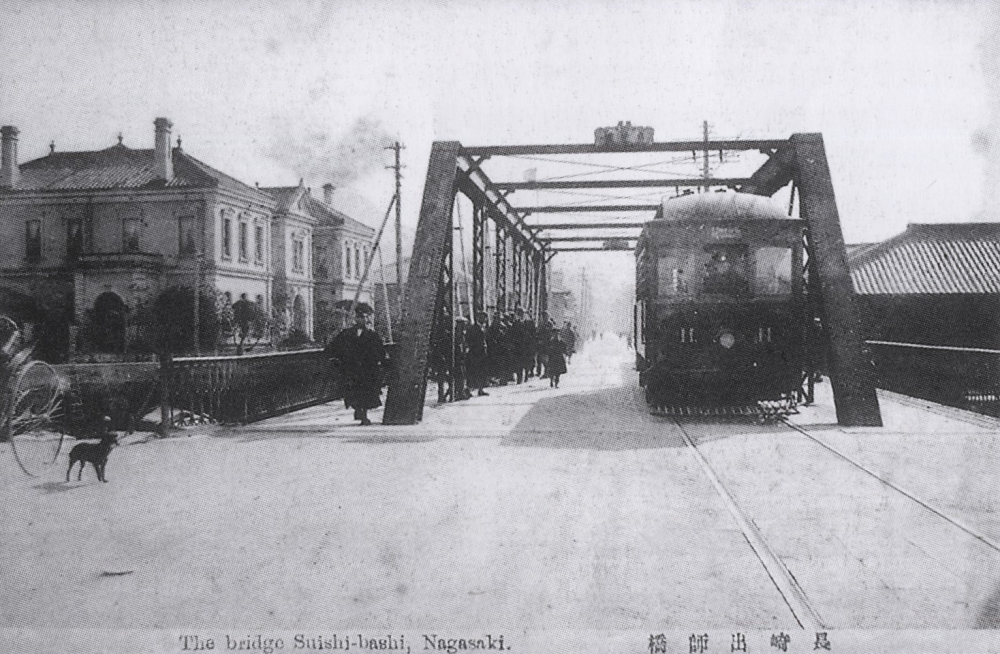
約1910年代行駛的長崎電氣軌道電車
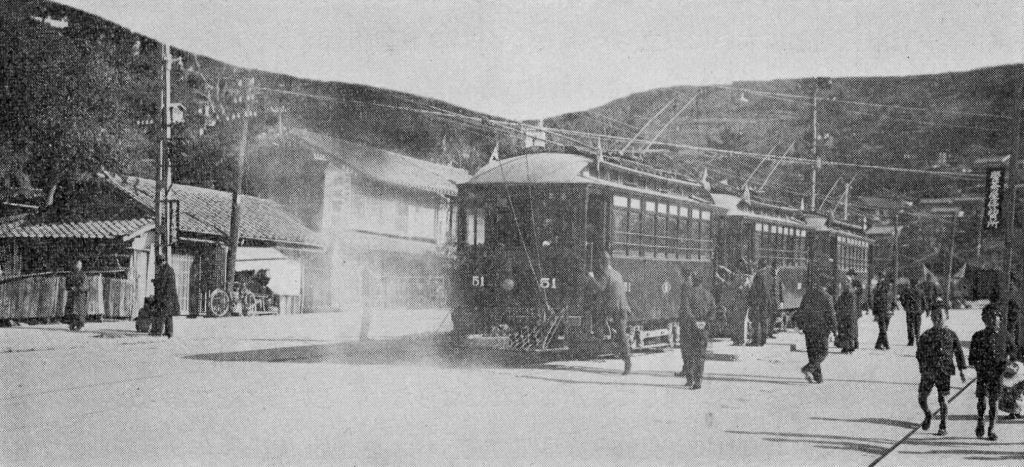
1934年螢茶屋停留場啟用時
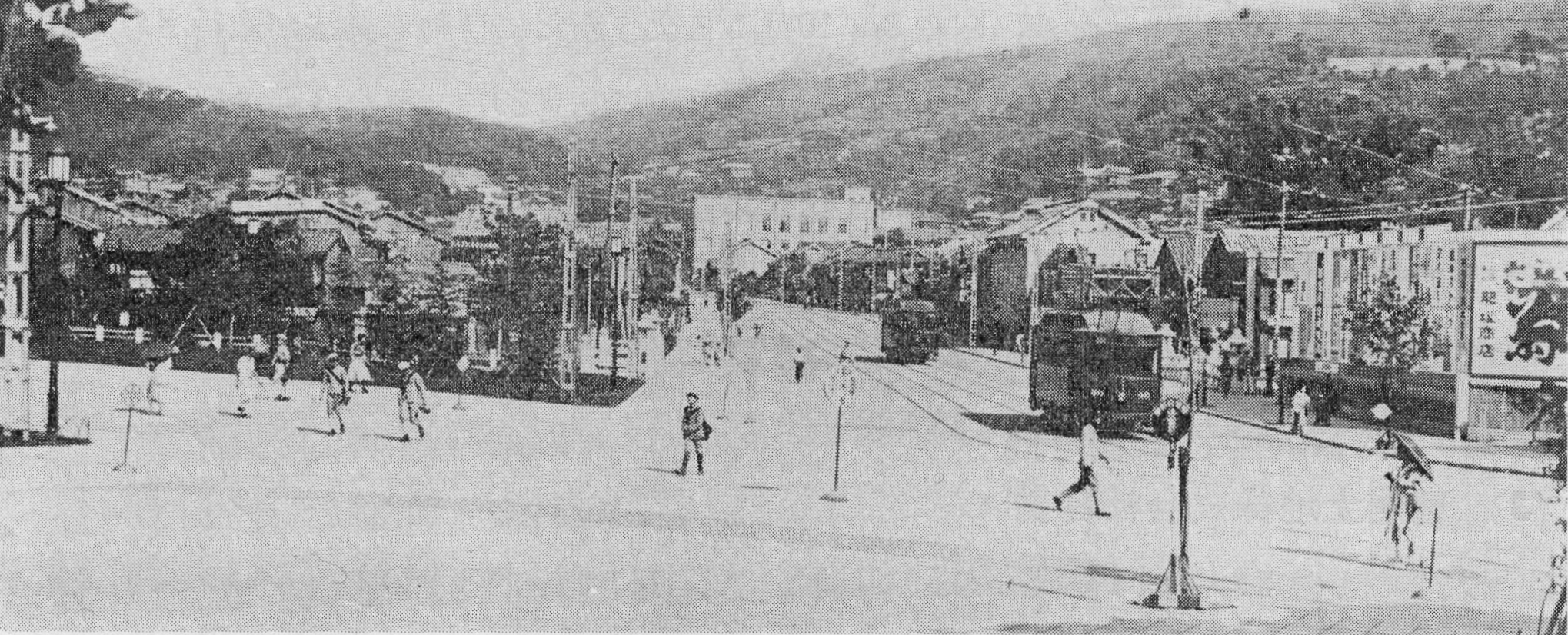
1936年通過諏訪神社前停留場附近的電車
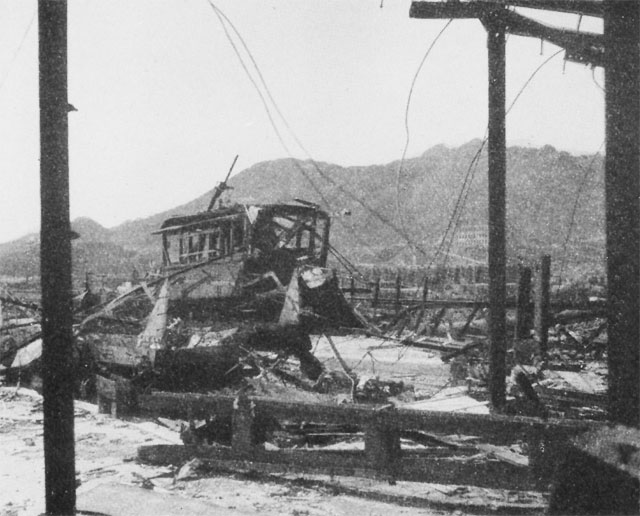
1945年遭到原子彈攻擊後，距離原子彈落下地點約1,500公尺損壞的電車

## 外部連結
- （日語） 長崎電氣軌道 （页面存档备份，存于）
- （日語） 長崎電氣軌道的Facebook專頁
- （日語） 長崎電軌官方的X（前Twitter）
- （日語） YouTube上的長崎電氣軌道頻道